# Línea Cartagena-Escombreras
La línea Cartagena-Escombreras es una línea férrea de 11,4 kilómetros de longitud que pertenece a la red ferroviaria española. Se trata de una línea de ancho ibérico (1668 mm), sin electrificar y en vía única. Inaugurada en 1958, el trazado constituye un ramal que enlaza la refinería de Escombreras con la red ferroviaria general. Siguiendo la catalogación del ente Adif, se trata de la «línea 326».

## Historia
En 1950 se inauguró la refinería de Escombreras, junto a Cartagena, que en poco tiempo fue aumentando su tamaño hasta convertirse en un importante complejo petroquímico. Debido a ello, pronto se vio la necesidad de enlazar sus instalaciones con la red ferroviaria, concretamente con la línea Chinchilla-Cartagena. El nuevo ramal entró en servicio en 1958. Las obras corrieron a cargo de RENFE, que también fue la que explotó el trazado. En enero de 2005, con la división de RENFE en Renfe Operadora y Adif, la línea pasó a depender de esta última.